# 釋聖嚴

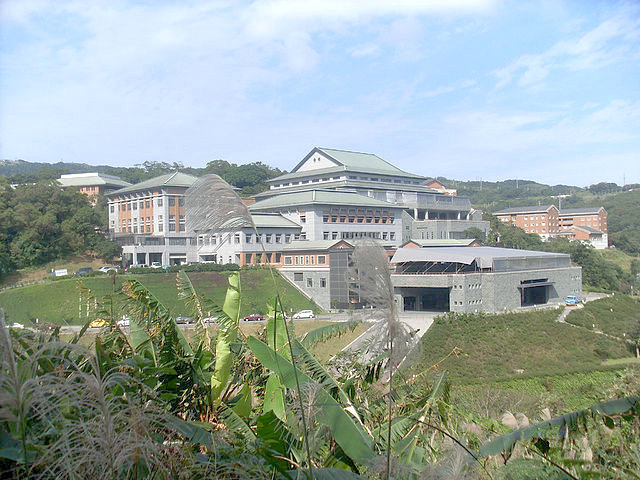
聖嚴創立的法鼓山總部（法鼓山世界佛教教育園區）

釋聖嚴法師（1931年1月22日—2009年2月3日），俗名張保康，江蘇南通人，知名佛教比丘，佛學弘法師兼教育家。為法鼓山與法鼓宗創辦人，禪門曹洞宗第51代傳人，临济宗第57代傳人。
聖嚴法師於少年出家為沙彌，1949年因戰亂還俗，加入中華民國陸軍，因佛法戒殺擔任後勤的通信兵，隨軍抵臺後於1960年以准尉軍階退伍，依止於東初禪師門下再次剃髮出家，承繼曹洞宗法脈，此外又接受靈源法師禪悟印可，承繼臨濟宗法脈。1969年前往日本留學，1975年於立正大學取得博士學位，是漢傳佛教第一位赴日攻讀博士並順利完成所有學分的出家比丘，此後赴美宣揚禪法弘化。1977年東初禪師圓寂後返台承繼農禪寺住持，1979年在美國紐約創立禪修中心，此後固定往返美國與臺灣兩地弘法。
1989年創立法鼓山。1998年與藏傳佛教領袖達賴十四世於美国紐約進行三日的文殊法會。2005年將法鼓宗法脈傳予12位法子，2006年9月2日將法鼓山方丈傳位於法子果東法師，2009年因腎衰竭圓寂，享壽78歲。

## 名稱
聖嚴法師，俗名張保康，進私塾時，學名為張志德。少年時出家為沙彌，戒名常進。
1949年因戰亂還俗，加入中華民國陸軍時，登記為「張採薇」。自陸軍退伍後，再度於東初法師門下出家，法名聖嚴，法號慧空，承繼曹洞宗與臨濟宗法脈。另承繼靈源禪師的臨濟宗法脈，法名知剛，法號惟柔。

## 人物生平

### 童年
聖嚴法師於1931年1月22日（庚午年农历十二月初四）生於江蘇省南通縣狼山前的小娘港。出生不久即因長江水災隨家人遷居至對岸江北常熟縣。據其父母所述，張氏家族原居於長江出口崇明島，因大水而遷至南通狼山前，大都居於南通和海門一帶，聖嚴為家中幼子，其母陳氏於四十二歲時產下，上有三個哥哥、三個姊姊。

### 少年

#### 狼山出家

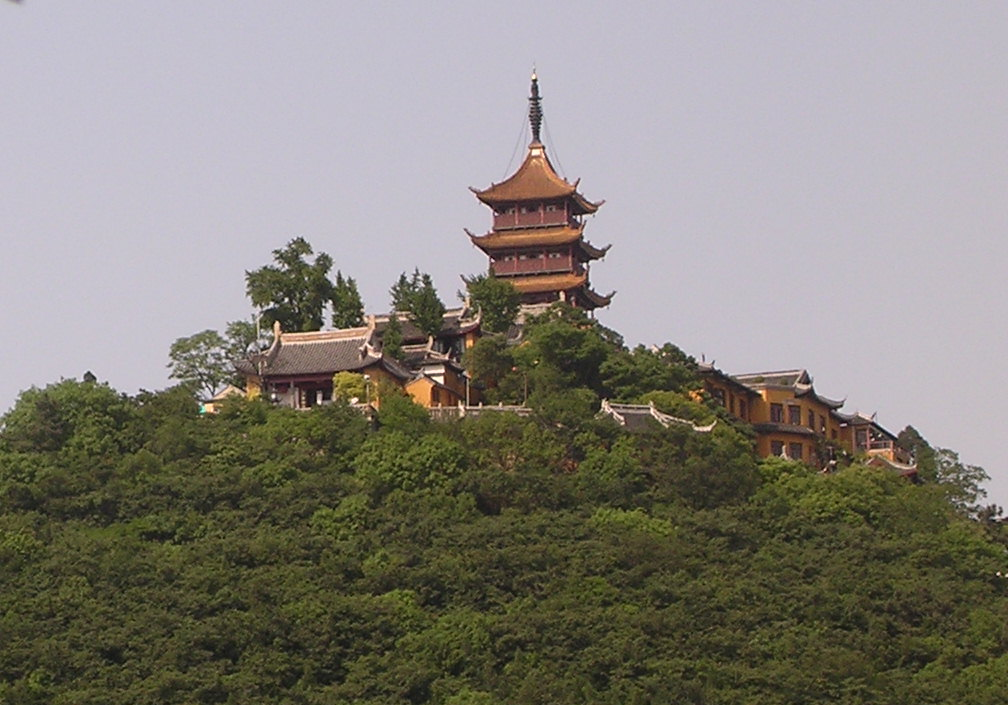
南通狼山廣教寺

1943年夏天，有位戴姓鄰居自江北狼山遊歷而來，法師聞說狼山廣教寺方丈託他在江南招募沙彌，將生辰八字交予戴居士，是年秋便由戴居士帶至狼山出家，法名常進。
聖嚴法師的佛法學識根基，始於狼山上出家半年後，除了世代的長輩適時督導，另有一位教導《禪門日誦》的法師，以及一位教導四書五經的還俗居士傳授學識與涵養。

#### 上海學僧

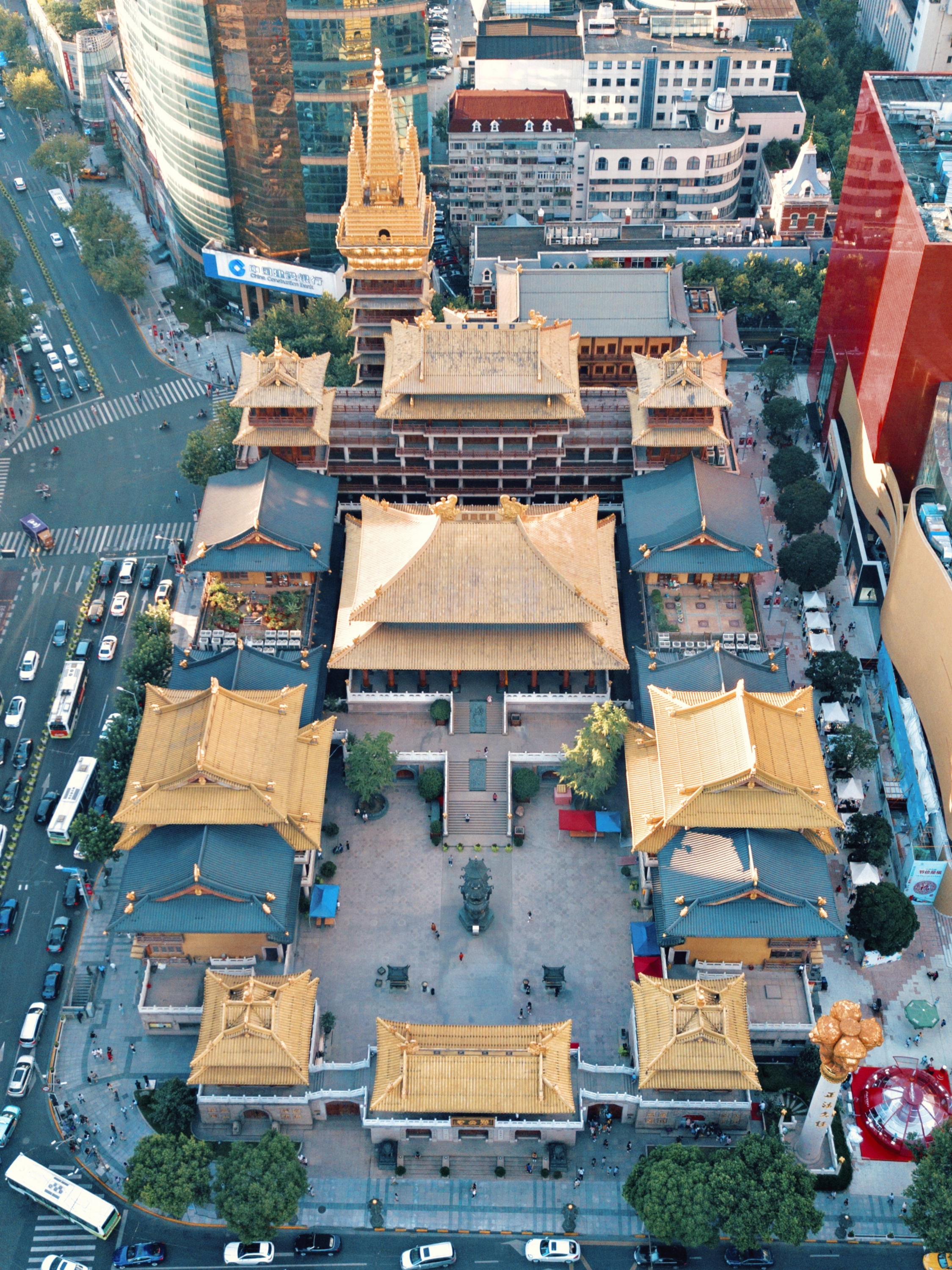
上海靜安寺

由於抗日戰爭戰火侵擾，1946年聖嚴決定轉進前往廣教寺分院，位於上海的滬西大聖寺，在大聖寺需每天為施主家裡增福延壽及超薦亡靈而誦經、拜懺、放焰口，再無餘力讀書。隔年便離開大聖寺，前往同樣位於上海的靜安寺佛學院，當一名插班的學僧。靜安寺佛學院課程涵蓋中學到大學，英文和數學課程難度約為小學高年級到初中，國文課程則有高中程度，佛學方面則教授《大乘起信論》、《梵網菩薩戒經》、《印度佛教史》、《八宗綱要》、《八識規矩頌》等。1948年佛學院畢業後升入佛學院研究所。在靜安寺一連住了五個學期，直到1949年入伍為止。當時以學僧身分發表數篇文章，現收錄於《民國佛教期刊文獻集成網路檢索資料庫》。

### 軍旅
1949年第二次國共內戰，為了離開中國大陸還俗加入中華民國陸軍。以伯夷、叔齊厭惡武王克殷之戰亂而隱居首陽山最後「採薇而餓死」的典故，入伍登記名張採薇，表達其回歸山林的渴望。在其自傳《學思歷程》一書中提到1949年之所以選擇加入軍旅從戎，而最後又選擇了通信連，主因如下所述：
當時的社會和國家的局面，除了有錢自備機票和船票離開大陸，只有進入軍隊是通往台灣最容易的路。我既無信徒，也沒有積蓄，更不能得到師長的同意和資助，所以考慮再三，只有選擇從軍的路。而招兵站的軍官說明了，只要人數招齊了，馬上開船送往台灣，接受新軍的訓練；見到我們幾人是和尚的身分，大概不便直接上戰場去衝鋒陷陣，所以建議我們做軍中的後勤工作。
軍旅生活的方式是很大的轉變，由於法師在軍隊裡主動地聲明了：「原來我是和尚，將來還要作和尚！」所以在軍隊裡的生活雖然困苦，至少每逢假日，還能夠保有自我信修的空間。同年5月19日在上海外灘碼頭上船前往台灣。經過兩天的航程，在台灣高雄上岸。後經一夜的移動在新竹駐紮下來。隨著部隊幾經移防及駐紮，於1950年6月以上士報務員的階級，分發到臺北縣金山鄉海邊的339師1016團團部所在地，在金山、石門和小基隆沿海一帶住了兩年多。後考入位於宜蘭的陸軍通信兵學校受訓，1954年6月完訓後前往高雄縣鳳山鎮陸軍第二軍團司令部任准尉軍官。
聖嚴法師在這段時間裡，陸陸續續地在《學僧天地》、《雄獅》、《當代青年》……等期刊發表文章。1953年報名參加李辰冬博士主辦的中國文藝函授學校，選讀小說班，當時的老師有謝冰瑩、沈櫻、趙有培等當代著名的文藝作家六、七位。而這個時期創作的作品僅餘〈母親〉和〈父親〉兩個短篇被刊於《文壇》雜誌，之後收錄於佛教文化服務處出版的《佛教文化與文學》。由於筆鋒雄健，在1956年秋天調到國防部，開始了大量閱讀與發表文章的時光。此時接觸了太虛大師「人成即佛成」以及印順法師的「人間佛教」觀念，也陸續對佛教問題寫了許多文章，形成日後對於佛學及佛教的主要理念。
1958年與靈源和尚在高雄巿的佛教講堂住宿於同一寢室兩夜，結下法緣。在靈源和尚的啟發下，聖嚴法師堅定再次出家的信念。

### 再次出家
從1949年5月8日入伍，到1960年1月正式退伍，這一段軍旅生涯超過了法師少年時當和尚的年數，但在其心中一直認為自己是個出家的和尚。退伍後聖嚴法師思考未來前途，在靈源和尚的啟發下，決心再次出家。依止鐙朗東初（1907年—1977年），得臨濟宗法脈字號「慧空聖嚴」。聖嚴法師出家阿闍黎東初禪師，人稱東初老人，是太虛大師的學生，也曾經擔任江蘇省鎮江名剎曹洞宗定慧寺的方丈，為曹洞宗創始人洞山良价下第五十代傳人，東初老人也在臨濟宗下常州天寧寺參學，亦在臨濟宗普陀山系的寺院出家，故一人傳承曹洞宗與臨濟宗兩支法門。1976年聖嚴向東初求賜曹洞宗法脈，東初老人將其列入曹洞宗法脈，但沒有賜新的名號。除了從東初老人得到兩系的傳承之外，並在1978年12月5日承臨濟宗法脈的靈源和尚賜予法脈，法脈字號為「知剛惟柔」，並得法脈傳承譜《星燈集》，因而與鼓山湧泉寺臨濟宗派下法脈有了傳承關係，並同時成為臨濟義玄之下第五十七代傳人。
東初老人承繼太虛大師遺志主張「人間佛教」，故與幾位佛教青年合辦了《人生》月刊，當聖嚴法師投到東初老人座下時，正當《人生》月刊原主編提出請辭，於是法師從投稿者而成為主編，前後共服務了兩年。
1961年農曆8月，法師於基隆八堵的海會寺，依止道源能信長老（1900年-1988年）座下，求受「三壇護國千佛大戒」（分授沙彌戒、比丘戒、出家菩薩戒），並被選為沙彌首。

#### 閉關
1961年秋天聖嚴法師受了三壇大戒之後，十月下旬回到北投中華佛教文化館，待了一個星期不到，便向東初老人辭行，也同時請辭《人生》月刊的編務。然後隻身來到高雄縣美濃鎮廣林里的大雄山朝元寺修持佛經、戒律，開始六年閉關。這段時間內修讀了有關戒律學的四《阿含經》—《長阿含經》、《中阿含經》、《增一阿含經》及《雜阿含經》，奠定了日後研究戒律學的基礎。這段時期內，法師在《佛教文化與文學》發表了戒律學的相關文章：1961年6月發表〈優婆塞戒經讀後—如何成為理想的在家菩薩〉；1962年3月發表〈弘一大師《三十三種律學》合刊讀後〉，對於菩薩戒有如下的看法：
《瓔珞經》中說，有戒可犯是菩薩，無戒可犯是外道；所以有戒而犯者，勝過無戒而不犯；受了菩薩戒，發了菩提心的人，即使犯了戒，犯戒的罪業雖重，並要遭報，但其必將由於他曾受過菩薩戒，而可決定得度成為真實的菩薩，乃至證得無上的佛果……故我希望在家弟子們，均能發最上心，求受菩薩戒。
之後，寫成了十九萬字的《戒律學綱要》，交給星雲法師的佛教文化服務處發行。書分七章依序為：〈緒論〉、〈皈依三寶〉、〈五戒十善〉、〈八關戒齋〉、〈沙彌十戒與式叉六法〉、〈比丘比丘尼戒綱要〉、〈菩薩戒綱要〉，目前已成為國內外兩岸三地之間著名的戒律學教材。南京金陵刻經處，也將這本書翻印流通。

#### 宗教論戰與著述
面對佛教環境逐漸變差，部分不肖僧侶玷汙佛門，遭到居士信眾甚至其他宗教信徒的誤解與批判，聖嚴法師感念於環境的隳壞與教義之不彰，遂起而為文，以匡正佛法。在那個階段的早期，主要由煮雲法師在台南公園裡公開演講佛教與基督教的比較，但隨著煮雲法師的身體狀況不佳，也停止應戰了。同時另有長老印順法師寫下兩篇長文：〈上帝愛世人〉及〈上帝愛世人的再討論〉，之後又因杜而未神父將佛教信仰套入月神信仰，寫下了〈東方淨土發微〉。
煮雲法師所講的「佛教與基督教的比較」，後由李至剛居士記錄成書，在1950年代蔚為佛教潮流。之後《基督教生命雙月刊》的主筆吳恩溥先生，針對煮雲法師的言論著作了《駁佛教與基督教的比較》，而此書輾轉到了聖嚴法師的手上，法師讀後認為其中有許多偏頗的論調，遂用十天的時間，寫下了《評「駁佛教與基督教的比較」》。
之後，陸陸續續於1959年寫下〈關於胡適思想的宗教信仰〉，指述胡適先生的宗教觀；寫〈論佛教與基督教的同異〉以釐清香港道風山「基督教中國宗教研究社」所出版的《景風》雜誌對於佛教與基督教的混淆，隨後又發表〈再論佛教與基督教的同異〉以正視聽。

在1964年到1966年之間，陸陸續續寫了幾篇文章，分別交給《海潮音》、《覺世》、《香港佛教》等佛教雜誌刊出，1967年後則交由佛教文化服務處集結成冊出版，書名為《基督教之研究》，在其自序中提到了：
由於基督教的攻佛、破佛、叫陣挑戰，才使我對基督教發生了研究的興趣，結果使我寫成了一本書，所以本書的功臣，應該是攻擊佛教的基督徒。我為寫作本書，特別精讀了五十多種有關的中西著作。我的態度，是以西方學者的見解，介紹西方人信仰的宗教，是用基督徒正統的素材，說明基督教內容的真貌，同時也對佛教與基督教之間若干重要問題，做了客觀和理性的疏導。我不想宣傳基督教，也無意攻擊基督教，只是平心靜氣地加以分析研究，用歷史的角度，考察基督教。——釋聖嚴，《基督教之研究》〈自序〉，法鼓文化，1999初版。
本書招致宗教界正反兩極的反應，而基督教基本教義派信徒，更是極力地加以攻訐。此後關於宗教的專著論述先後出版：1968年出版《比較宗教學》、1969年8月寫成《世界佛教通史》上冊，此二書目前仍為華人地區佛教教育課程通用的教本。

### 留學
1969年3月14日，聖嚴法師離開台北前往日本東京留學，至佛教日蓮宗創辦的立正大學佛教學部辦理入學登記。當時台灣曾有數位留學日本的僧人，皆未學成即還俗，因此聖嚴留學的決定，引起台灣佛教界的流言，其師東初禪師亦不支持；原有馬來西亞的華僑願意資助他留學，也因流言而撤回，聖嚴法師只有一張往日本的機票仍毅然前往。在日本的前兩年，依靠幫日本華僑誦經做功德及擔任導遊來餬口支應開銷。
1971年聖嚴法師確定了其碩士論文：「大乘止觀法門之研究」，論文內容共分三章：
1. 大乘止觀法門的組織及其內容
2. 大乘止觀法門的真偽及其作者
3. 大乘止觀法門的基本思想

論文完成後，請了駒澤大學的佐藤達玄及牛場真玄加以潤飾，並抄寄一份回台灣給《海潮音》雜誌發表。1971年10月將全書翻譯成中文，並於1979年由東初出版社出版。1971年，朱斐居士創辦的《菩提樹》雜誌中，報導了聖嚴法師留學的狀況，引起沈家楨居士的注意，並在1972至1975年間，陸續從瑞士匯款給聖嚴法師，經朱斐居士轉交以資助留學。
1973年立正大學的退休教授牛場真玄將印順法師的《中國禪宗史》譯成日文，送到大正大學並代為申請博士學位。由於聖嚴法師當時與牛場真玄往來密切，於是便代行其勞。同年印順法師的專著通過大正大學的博士審查，也促成了中國第一位博士比丘的誕生（以專業著作而非親自就學獲得學位）。聖嚴法師為此撰文〈劃時代的博士比丘〉加以記述。
聖嚴法師於碩士畢業之後，選擇了明末四大高僧的蕅益大師做為博士論文的研究主題，其原因如書中所述：

1. 蕅益大師是明末四大師之一，他不僅是一位學者，實際上亦是一位實踐家。所謂行解相應，正是佛法的標準原則。
2. 大家都認為蕅益大師是中國天台宗最後一位大成就者。我對天台宗所倡導的教觀並重、止觀雙運非常嚮往。因為這是教理和禪觀的相輔相成，也正是今日佛教所需要的一種精神。
3. 我在選擇論文題目的時候，曾向指導教授坂本幸男請教，他說：本來他想寫，現在老了，所以曾經鼓勵另外一位中國留學生寫，但仍然沒有消息，現在如果我能夠寫，那自是再好不過了！

聖嚴法師在1972年便開始著手進行論文資料的收集，但是1973年指導教授坂本幸男去世，論文指導教授改由金倉圓照及野村耀昌承接為正、副指導教授。論文的第一章寫蕅益智旭的時代背景，第二章則寫智旭的生涯，第三章寫智旭的信仰與實踐，第四章則寫智旭的著作，第五章討論智旭思想之形成與開展。1975年元月提出博士論文，經過立正大學嚴格的審查之後，順利地於2月12日通過。同年3月17日上午獲頒授「學位記」（即是授予博士學位的證書）。而論文的正式出版則到當年11月23日才在日本完成。
在日本留學七年期間，聖嚴法師與日本佛教團體有很多交流，曾經參加過真言宗的密法、也曾參加曹洞宗及臨濟宗的禪修訓練，並得到龍澤寺派原田祖岳的傳人伴鐵牛禪師（1910-1996）的印可。

### 赴美弘法

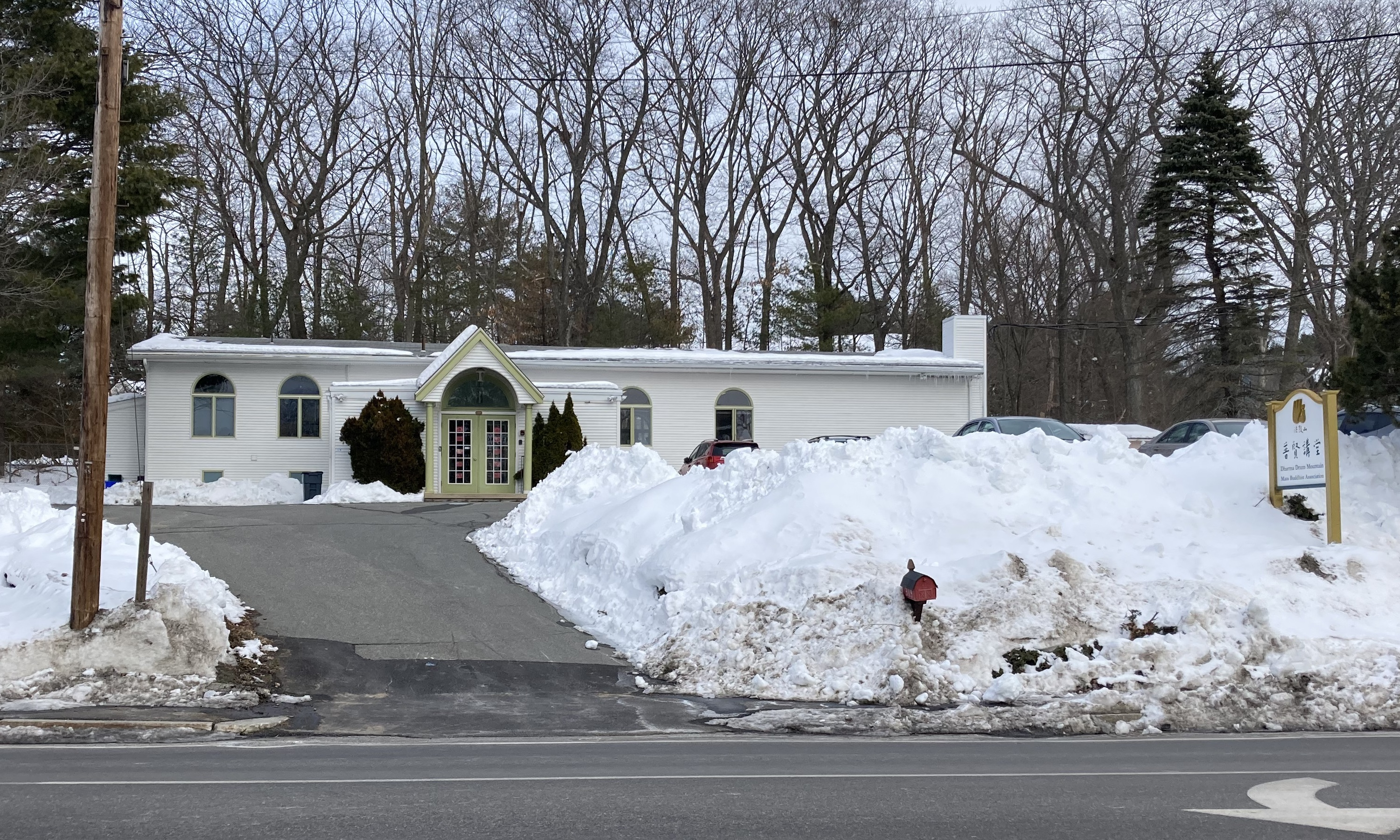
法鼓山位於美國的道場之一

聖嚴取得博士學位後，便應美國佛教會（The Buddhist Association of the United States）創辦人沈家楨居士之邀在1975年12月10日前往美國弘法講學。經由該會出面安排，將法師安排至其所屬的紐約市布朗士區大覺寺。法師在大覺寺居住前後不到兩年，然而由於西方人重實際，因此佛教佛學的推廣多著重於修密持咒、學禪打坐。當時西方人在接觸佛教和修學佛法上，還是以西藏密教和日本禪宗為其主流。
返台承繼農禪寺住持後，固定往返美國與台灣兩地弘化，1979年在紐約成立了禪中心，為了授課需要而編了《禪的體驗》，並陸續發行了兩種英文期刊：《Ch'an Magazine》（《禪雜誌》季刊）以及《Ch'an Newsletter》（《禪通訊》月刊），至1992年底為止《禪雜誌》已經發行了58期、《禪通訊》亦發行了96期。

### 返台主持

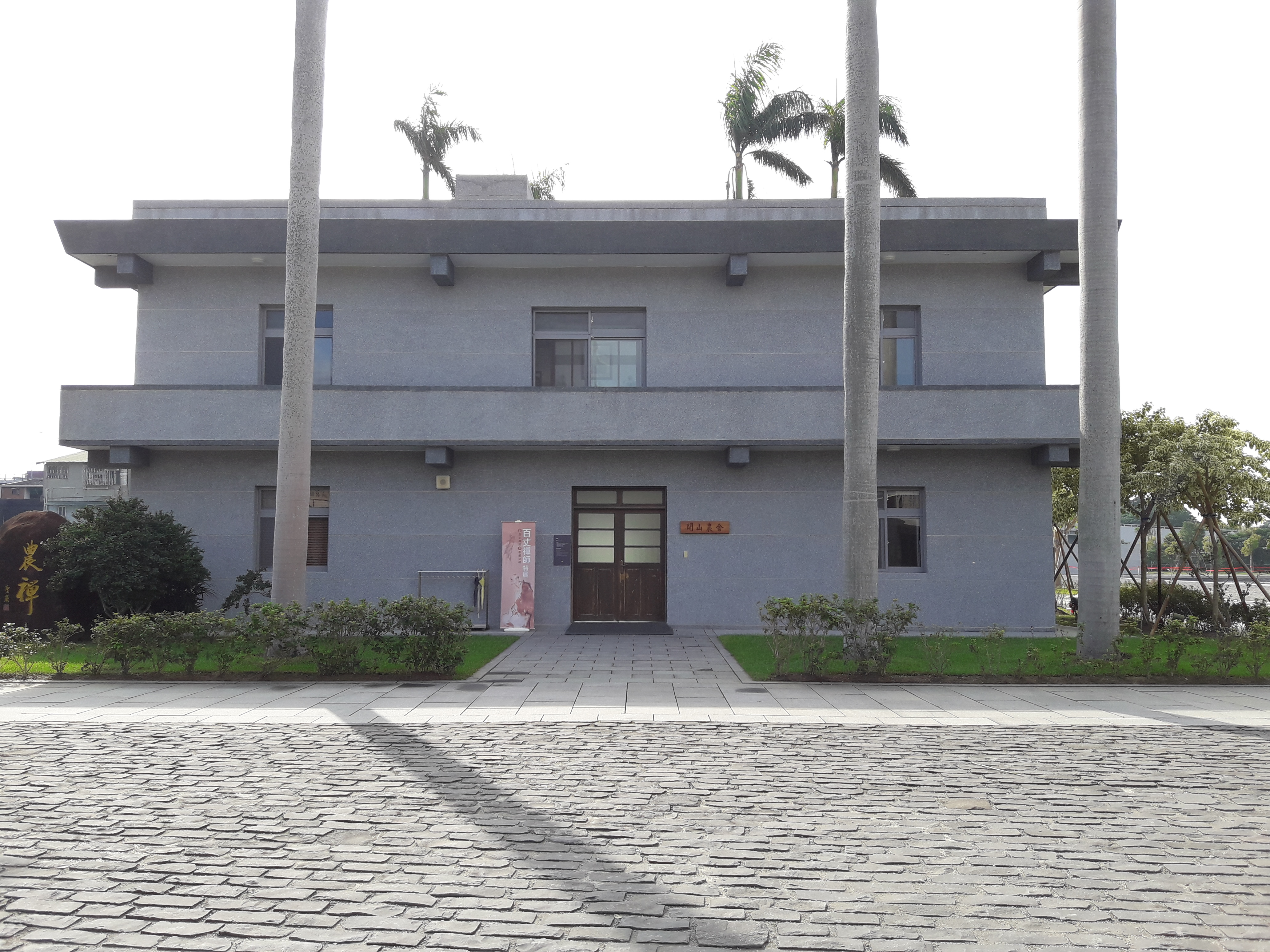
農禪寺開山農舍，為聖嚴與其弟子創立法鼓山前的生活與修行空間

1977年12月聖嚴法師的剃度師東初老人在台灣圓寂，法師接獲消息之後，立刻回國料理後事，並奉其遺命承繼道場成為中華佛教文化館的負責人。
1978年應聘為中國文化學院（今中國文化大學）中華學術院佛學研究所所長及哲學研究所教授，此外也在東吳大學及輔仁大學任教。在台灣北投的中華佛教文化館以及農禪寺，舉行大專青年學生及一般社會人士的禪修活動，並陸陸續續地出版了關於禪的著作，包括《禪的生活》、《拈花微笑》、《禪與悟》等，因為法師對於禪修著力頗深，在世界各國開始以指導禪法修行作為弘揚佛法的方式，成為國際知名禪師。

### 創建法鼓山

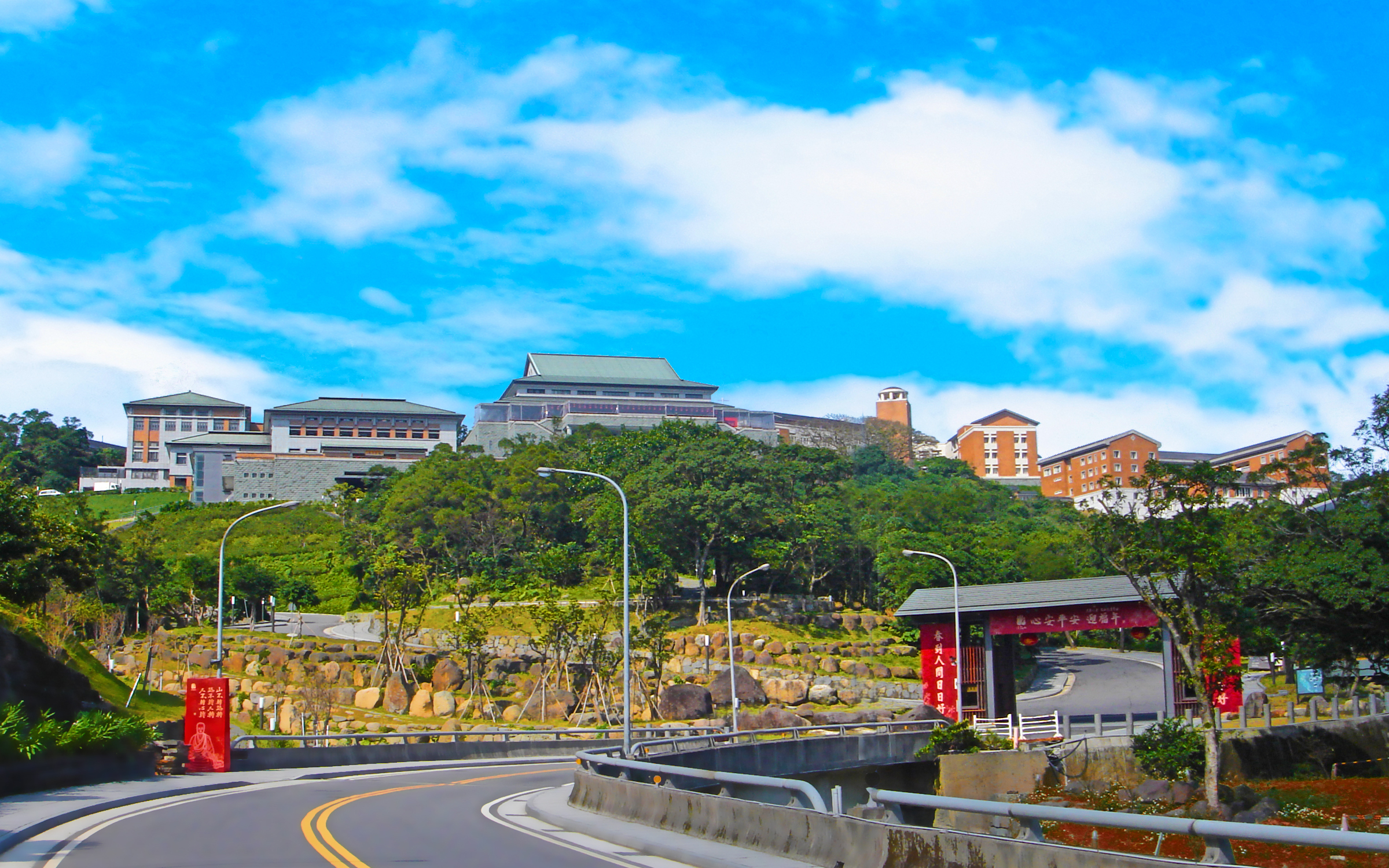
法鼓山世界佛教教育園區

聖嚴法師因感念於修習佛法的信眾與學生日增，現有的佛門道場逐漸不敷使用，於1989年因緣俱足購得台北縣金山鄉三界村的土地，建設「法鼓山世界佛教教育園區」，以「提昇人的品質，建設人間淨土」的理念創立漢傳佛教「法鼓宗」，為法脈傳承的創辦人，後於2006年9月2日傳位於前任方丈果東法師。
2006年，擔任「你可以不必自殺網 （页面存档备份，存于） 」代言人，勸告有意自殺的人：「多想兩分鐘，你可以不必自殺，還有許多的活路可走」。
「新時代心六倫」是聖嚴法師在中國電視公司公益型深度演講節目《全民大講堂》第三集（2007年10月21日首播）主講〈新時代心六倫〉時所提出的理論。時代愈進步，人類的倫理道德卻更加薄弱；聖嚴法師觀察到了這個現象，故提倡把古代「五倫」加入新的觀念、賦予新的精神，成為「心六倫」。
聖嚴法師自述：「我一生修學佛法、弘揚佛法，奠定基礎的經典是《阿含經》，得力最多的則是《維摩經》；另外，《金剛經》、《楞嚴經》、《圓覺經》、《六祖壇經》等也頗熟曉，對我都有很大的啟發。而《法華經》對我而言，在信仰和義理兩方面，皆影響至深。」。另曾提及初讀《華嚴經》時，「〈淨行品〉及四十卷本的第四十卷〈普賢菩薩行願品〉，最使我感動」。

### 罹病、圓寂

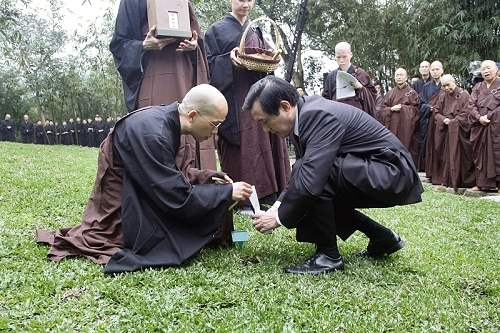
聖嚴法師去世後植存於法鼓山生命園區，時任總統馬英九參與植存儀式

聖嚴法師後因罹患腎臟癌，開刀將左腎割除，2006年右腎也因嚴重鈣化並引發貧血必須洗腎，一度住進台大醫院治療，此後固定每週洗腎三次，定期回台大追蹤治療。聖嚴法師在2008年12月31日到醫院接受定期檢查後，發現罹患泌尿道相關癌症，在醫護人員建議下，於2009年1月5日入住臺大醫院進行治療。後於17日當天向醫院請假外出，回到北投農禪寺、雲來寺與祖庭文化館，與信眾見面。因多年腎臟病纏身，台大醫院曾建議換腎，但聖嚴法師堅持不換。法鼓山一名法師說：「師父本身對生死有一定的看法，他的佛法觀念就是，色身敗壞是一個自然的結果，不用再去做額外的事情。師父也講過，說他已經那麼老了，換一個新的腎其實是一種浪費。」
聖嚴法師早年即體弱，晚年又有腎疾等病痛，但卻不減其對於社會的關懷以及漢傳佛教思想的推動。2009年農曆正月初九（2月3日）下午四點，於臺大醫院出院返回臺北縣金山鄉（今新北市金山區）法鼓山世界佛教教育園區的途中圓寂，享壽78歲。隔日凌晨一點，聖嚴法師大體採「吉祥臥」姿移靈至法鼓山大殿，開放各界瞻仰法相。法鼓山方面則由方丈果東法師代為宣讀聖嚴法師的十點遺言：
聖嚴法師指示身後不可辦成喪事，而是一場莊嚴的佛事，不發訃聞、不傳供、不築墓建塔、不立碑豎像、不撿堅固子。儀式以簡約為莊嚴，懇辭花及輓聯。並要確保法鼓山的法脈宗風，凡由他創立及負責的道場，舉凡道風的確保、人才的教育、互動的關懷及人事的安排，都應納入統一機制。國外的分支道場，則以禪風一致化、人事本土化為原則，以利純粹禪法之不墮，並使禪修在異文化社會推廣。
他生前曾留遺偈給弟子：
無事忙中老，空裡有哭笑；本來沒有我，生死皆可拋。
2009年2月6日，法鼓山僧眾為聖嚴法師大體入殮，8日護送至苗栗勸化堂荼毘（火化），15日植葬於法鼓山生命園區，完成釋聖嚴生前推廣禮儀環保的理念。
2009年2月13日，總統馬英九明令褒揚法鼓山創辦人聖嚴法師，褒揚令全文如下：

　　法鼓山創辦人聖嚴法師，堅毅禪慧，善智慈悲。少歲偃蹇困頓，矢志發心向佛；承繼漢傳臨濟曹洞法脈，盡瘁中國佛教經典教義，紹休統緒，徽音悠揚。嗣負笈東瀛立正大學，浸淫明代禪學精髓，闡釋佛門雅誥堂奧，探賾索隱，道崇潛修，為我國首位博士高僧。畢生提倡人間佛教，啟迪信眾應機隨緣；踐履心靈環保，落實人文關懷，哲思霖雨，沾溉社會；風雪行腳，深植國際。平素勤習經藏，述作豐瞻，睿旨幽眇，尤以「比較宗教學」、「戒律學綱要」、「正信的佛教」等論著，丕奠永續弘法基石。復籌設中華佛學研究所、僧伽大學佛學院暨法鼓大學，推展文化教育，完備佛學研究，陶鎔鼓鑄，瞿曇薪傳。曾獲頒社會運動領袖獎、中山文藝創作獎、行政院金鼎獎與文化獎、中山學術著作獎、總統文化獎等殊榮，力促宗教交流，詮證現代禪風，金聲玉振，敷教淑世。綜其生平，大願興學，厚澤溥被黎庶；玄德遺愛，涵濡人間淨土，流光垂祚，亙古馨長。仁者已遠，軫悼曷極，應予明令褒揚，用示政府崇禮大德之至意。

總　　　統　馬英九　　　　
行政院院長　劉兆玄　　　　

## 重要記事
- 1931年：誕生於江蘇，名「保康」。
- 1943年：年14歲，於南通狼山區廣教寺出家，法名「常進」。
- 1949年：入伍通信連，由上海登艇來臺灣。
- 1959年：結束十年軍旅，於東初老人座下再度出家，法名「慧空聖嚴」。
- 1961年：於高雄縣美濃鎮朝元寺閉關六年，解行並進，深入經藏。
- 1969年：留學日本立正大學，六年後取得文學博士學位。
- 1975年：抵美國，開設週日靜坐班，隔年首次舉辦禪七。
- 1977年：因東初老人圓寂返台，繼承中華佛教文化館、農禪寺。
- 1978年：擔任中國文化大學哲學研究所教授及佛學研究所所長、國立政治大學研究所教授。
- 1978年：12月5日承临济宗法脉的灵源和尚将法脉赐给圣严法师，给了一份法脉传承谱《星灯集》，成为临济义玄之下第五十七代传人。
- 1985年：於北投中華佛教文化館創辦「中華佛學研究所」。
- 1989年：創設法鼓山。
- 1990年：召開第一屆國際學術會議。
- 1992年：提出「心靈環保」，為法鼓山核心理念。
- 1994年：提出「禮儀環保」。
- 1997年：出席第十一屆國際宗教領袖和平會議，訪問梵蒂岡，晤見當時的教宗若望·保禄二世（John Paul II）。
- 1998年：獲《天下雜誌》遴選為四百年來對台灣最具影響力的五十位人物之一[25]、在紐約與第十四世達賴喇嘛進行「漢藏佛教世紀大對談」。
- 1999年：「提出心五四運動——廿一世紀生活主張」、領導法鼓山投入921地震救災工作，積極展開「災後人心重建運動」。
- 2000年：漢傳佛教唯一代表參加「千禧年世界宗教與心靈領袖和平高峰會」、獲二十屆行政院文化獎、於美國象岡道場舉辦「默照禪四十九」。
- 2001年：於臺北縣金山鄉法鼓山園區舉辦「默照禪四十九」。
- 2002年：出席在紐約舉行之「世界經濟論壇會議」，是唯一受邀的佛教領袖，出席在泰國曼谷舉行之「世界宗教與精神領袖理事會」、以《天台心鑰——教觀綱宗貫註》一書獲中山學術著作獎[26]。
- 2003年：推動法鼓山人文社會獎助學術基金會與北京大學合作設置「法鼓人文講座」，應世界宗教領袖理事會之邀，出席日本京都「世界青年和平高峰會」第一次籌備會議，膺獲第二屆總統文化獎。
- 2004年：推動法鼓山人文社會獎助學術基金會分別與國立臺灣大學、北京清華大學合作設置「法鼓人文講座」，主持法鼓人文社會學院動土典禮，出席在曼谷召開的「世界宗教領袖理事會」與「亞太青年和平高峰會」，出席在約旦召開的「世界宗教領袖理事會」，擔任總召集人，舉辦「世界青年和平高峰會台北論壇」。
- 2005年：出席在愛爾蘭都柏林召開的世界銀行「信仰暨發展會議」，推動法鼓山人文社會獎助學術基金會分別與國立成功大學、南京大學合作設置「法鼓人文講座」，於中國北京大學、清華大學、南京大學及中山大學進行專題演講，獲頒泰國朱拉隆功僧伽大學榮譽博士學位，創設之法鼓山世界佛教教育園區落成開山。
- 2009年2月3日於從臺大醫院前往法鼓山世界佛教教育園區的途中圓寂，享壽七十八。

## 人物著作
- 《法鼓全集》-聖嚴法師著
- 《聖嚴法師學思歷程》-聖嚴法師著 臺北市：法鼓文化出版 2004年三版 ISBN 957-598-303-3
- 《聖嚴法師教禪坐》-聖嚴法師著 臺北市：法鼓文化出版 平装 ISBN 9789575984809
- 《禪的智慧》 -聖嚴法師著 臺北市：法鼓文化出版 平装 ISBN 9789575982522

【學佛入門系列】
- 《佛教入門》-聖嚴法師著 法鼓文化出版
- 《正信的佛教》-聖嚴法師著 法鼓文化出版
- 《學佛群疑》-聖嚴法師著 法鼓文化出版
- 《學佛知津》-聖嚴法師著 法鼓文化出版
- 《聖者的故事》-聖嚴法師著 法鼓文化出版
- 《念佛生淨土》-聖嚴法師著 法鼓文化出版
- 《神通與人通-宗教人生》-聖嚴法師著 法鼓文化出版
- 《制律生活》-聖嚴法師著 法鼓文化出版

【現代經典系列】
- 《佛法綱要：四聖諦、六波羅蜜、四弘誓願講記》-聖嚴法師著 法鼓文化出版
- 《菩薩行願：觀音、地藏、普賢菩薩法門講記》-聖嚴法師著 法鼓文化出版
- 《三十七道品講記》-聖嚴法師著 法鼓文化出版
- 《佛陀遺教：四十二章經、佛遺教經、八大人覺經講記》-聖嚴法師著 法鼓文化出版
- 《觀音妙智：觀音菩薩耳根圓通法門講要》-聖嚴法師著 法鼓文化出版
- 《自家寶藏：如來藏經語體譯釋》-聖嚴法師著 法鼓文化出版
- 《華嚴心詮：原人論考釋》-聖嚴法師著 法鼓文化出版
- 《福慧自在：金剛經生活》-聖嚴法師著 法鼓文化出版
- 《修行在紅塵：維摩經六講》--聖嚴法師著 法鼓文化出版
- 《心的經典：心經新釋》-聖嚴法師著 法鼓文化出版
- 《48個願望：無量壽經講記》-聖嚴法師著 法鼓文化出版
- 《探索識界：八識規矩頌講記》-聖嚴法師著 法鼓文化出版
- 《絕妙說法：法華經講要》-聖嚴法師著法鼓文化出版
- 《天台心鑰：教觀綱宗貫註》-聖嚴法師著 法鼓文化出版

【人間淨土系列】
- 《法鼓家風》-聖嚴法師著 法鼓文化出版
- 《人間世》-聖嚴法師著 法鼓文化出版
- 《淨土在人間》-聖嚴法師著 法鼓文化出版
- 《法鼓晨音》-聖嚴法師著 法鼓文化出版
- 《臺灣加油》-聖嚴法師著 法鼓文化出版
- 《平安的人間》-聖嚴法師著 法鼓文化出版
- 《人行道》-聖嚴法師著 法鼓文化出版
- 《紅塵道場》-聖嚴法師著 法鼓文化出版
- 《人間擺渡》-聖嚴法師著 法鼓文化出版
- 《聖嚴法師心靈環保》-聖嚴法師著 法鼓文化出版
- 《找回自己》-聖嚴法師著 法鼓文化出版
- 《從心溝通》-聖嚴法師著 法鼓文化出版
- 《法鼓山故事》-聖嚴法師著 法鼓文化出版
- 《方外看紅塵》-聖嚴法師著 法鼓文化出版
- 《真正的快樂》-聖嚴法師著 法鼓文化出版
- 《覺情書：聖嚴法師談世間情》-聖嚴法師著 法鼓文化出版
- 《工作好修行：聖嚴法師的38則職場智慧》-聖嚴法師著 法鼓文化出版
- 《放下的幸福：聖嚴法師的47則情緒管理智慧》-聖嚴法師著 法鼓文化出版
- 《歡喜看生死》-聖嚴法師著 法鼓文化出版
- 《心安平安，你就是力量！》-聖嚴法師著 法鼓文化出版
- 《生死皆自在：聖嚴法師談生命智慧》-聖嚴法師著 法鼓文化出版
- 《帶著禪心去上班：聖嚴法師的禪式工作學》-聖嚴法師著 法鼓文化出版
- 《是非要溫柔：聖嚴法師的禪式管理學》-聖嚴法師著 法鼓文化出版
- 《安和豐富：簡單享受，綠生活》-聖嚴法師著 法鼓文化出版
- 《知福幸福：知福、知足，有幸福；感恩、奉獻，真快樂》-聖嚴法師著 法鼓文化出版
- 《法鼓鐘聲》-聖嚴法師著 法鼓文化出版
- 《真大吉祥：安心、安身、安家、安業；真心自在，廣大吉祥。》-聖嚴法師著 法鼓文化出版
- 《好心‧好世界：聖嚴法師談心靈環保》-聖嚴法師著 法鼓文化出版
- 《得心自在：心自在，身自在。身心自在，福慧自在。》-聖嚴法師著 法鼓文化出版
- 《和樂無諍：心平氣和，是非要溫柔；和樂平安，我為你祝福。》-聖嚴法師著 法鼓文化出版
- 《東初禪寺的故事》-聖嚴法師著 法鼓文化出版
- 《光明遠大：智慧轉境，自心光明；慈悲利他，希望遠大。》-聖嚴法師著 法鼓文化出版
- 《心．光明遠大：念念清淨，遍照光明；步步踏實，前程遠大。》-聖嚴法師著 法鼓文化出版
- 《福慧傳家：修福修慧，安心安家；六度萬行，傳心傳家。》-聖嚴法師著 法鼓文化出版
- 《平安無事：止惡行善，心安平安；觀世自在，無事無礙。》-聖嚴法師著 法鼓文化出版

【大智慧系列】
- 《本來面目：〈觀心銘〉講記》-聖嚴法師著  法鼓文化出版
- 《禪在哪裡？：聖嚴法師西方禪修指導2》-聖嚴法師著 法鼓文化出版
- 《心在哪裡？：聖嚴法師西方禪修指導》-聖嚴法師著 法鼓文化出版
- 《虛空粉碎：聖嚴法師話頭禪法旨要》-聖嚴法師著 法鼓文化出版
- 《無法之法：聖嚴法師默照禪法旨要》-聖嚴法師著 法鼓文化出版
- 《如月印空：聖嚴法師默照禪講錄》-聖嚴法師著 法鼓文化出版
- 《智慧之劍：《永嘉證道歌》講錄》-聖嚴法師著 法鼓文化出版
- 《寶鏡無境：石頭希遷〈參同契〉、洞山良价〈寶鏡三昧歌〉新詮》-聖嚴法師著 法鼓文化出版
- 《禪的智慧》-聖嚴法師著 法鼓文化出版
- 《禪無所求：聖嚴法師的〈心銘〉十二講》-聖嚴法師著 法鼓文化出版
- 《完全證悟：聖嚴法師說《圓覺經》生活觀》-聖嚴法師著 法鼓文化出版
- 《禪門第一課》-聖嚴法師著 法鼓文化出版

## 后世纪念
- 美国加州大学伯克利分校佛学系专门设有“圣严博士后奖学金（Sheng Yen Postdoctoral Fellowship）”以纪念圣严法师[27]。

- 2020年，台湾导演张钊维推出的圣严法师紀录片《本来面目 （页面存档备份，存于）》（MASTER SHENG YEN）对外公映[28][29]。

## 外部連結
- 財團法人聖嚴教育基金會 （页面存档备份，存于）
- 聖嚴法師
- 法鼓山心六倫 （页面存档备份，存于）
- 法鼓全集 （页面存档备份，存于）（繁體中文）